# Долина волков
«Долина волков» (тур. Kurtlar Vadisi) — турецкая медиафраншиза, созданная Османом Синавом. Франшиза включает в себя телесериалы, фильмы и книги. Франшиза обрела популярность в Турции благодаря высоким рейтингам телесериала и кассовому успеху первого фильма.

## Телесериалы

### Долина волков
Сериал был снят с 2003 года по 2005 года. Первоначально состоял из 97 серий (1—4 Сезоны). В основе сюжета лежит рассказ о могущественной преступной группировке и о людях, противостоящих ей. Цель этой группировки, имеющей строгую дисциплину и военную иерархию, которая начинается с уличных бойцов и завершается обладающей невероятной мощью Советом, — держать в своих руках контроль над всей Турцией.

### Долина волков: Террор
Сериал был снят в 2007 году. Комитет по цензуре RTÜK наложил запрет на трансляцию сериала по телевидению. В итоге было показано всего 2 серии.

### Долина волков: Западня
Сериал «Долина волков: Западня» (тур. Kurtlar Vadisi. Pusu) снимается с 2007 года. Сериал начинается с покушения на бизнесмена Чагры Тороса, которое устроено террористической организацией. Исполнители покушения были задержаны. Полат Алемдар уверен, что за официально объявленными причинами покушения скрываются совсем другие силы и поводы. Он хочет найти настоящих преступников и делает все, чтобы и это дело не было закрыто до того, как они будут найдены. Для поиска виновных он направляется по следу самого важного оружия века — денег. Шаг за шагом Полат собирает улики и пытается наладить прямой контакт с семьей Торосов.
На телеканале SHOW TV показаны 1-63 серии (1- 3 Сезоны), на телеканале Star TV — 64-93 серии (4 Сезон), на телеканале A tv — 94- 128 серии (5 Сезон), на Канале TNT — 129—161 серии (6 Сезон). Премьера 7 Сезона состоялась 13 Сентября 2012 года на телеканале А tv. Фильм является продукцией Pana Film. Также сериал «Долина волков. Западня» был показан на канале «31 канал» (Казахстан) с 1 по 63 серии с русским переводом и казахскими субтитрами. С 25 декабря сериал шёл по казахстанскому каналу «Хабар» начиная с четвёртого по пятый сезоны (64-128 серии). Продолжение по заявлению администрации представителей Агентства Хабар намечается на июль 2013 Года на Ел Арне .
5 марта 2009 года, после многомесячных переговоров в эфир вышла 50 серия сериала, который продолжил телеканал STAR TV.

## Фильмы

### Долина волков: Ирак
Фильм был снят в 2006 году. Фильм основан на реальной истории. 4 июля подразделение американских войск вторглось на секретную турецкую базу, на которой находилось всего одиннадцать человек. Турецкие солдаты предполагали, что это всего лишь дружеский визит со стороны союзников, но всё оказалось далеко не так. Для американцев они это единственная сила в регионе и в тот день одиннадцать турецких солдат были депортированы с капюшонами на головах, без уважения их чести и достоинства и на глазах местных жителей.
Их начальник, лейтенант Сулейман Аслан, не может выдержать такого позора и кончает жизнь самоубийством. В своей предсмертной записке он обращается к своему старому другу, опытному агенту турецких спецслужб Полату Алемдару. Полат не может не выполнить последнюю волю своего друга и отправляется в Северный Ирак, чтобы найти людей, погубивших его честь и вынудивших расстаться с жизнью. То, что он увидел там, разительно отличалось от ситуации, описываемой новыми американскими властями, потрясло его до глубины души.
Виновником позора Сулеймана и многих других преступлений против человечности оказывается командир специальных подразделений американских войск Сэм Уильям Маршалл. Путь Полата пересекается с одной из многочисленных жертв Маршалла, молодой девушкой Лейлой, и в своих поисках справедливости и возмездия они готовы пойти до конца.

### Долина волков: Гладио
Фильм «Долина волков: Гладио» (тур. Kurtlar Vadisi Gladio) был снят в 2009 году. Фильм рассказывает о событиях недавнего прошлого, имевших огромное влияние на историю Турции. Основная тема фильма — связь отравления восьмого президента Турции Тургута Озала со вторжением в Мосул и Киркук.

### Долина волков: Палестина
Фильм вышел на экран 27 января 2011 года на Международный день памяти жертв Холокоста. Выход был специально приурочен к этой дате, несмотря на просьбы Израиля перенести премьеру на другой день. В основу сюжета фильма положен конфликт, связанный с захватом Израилем турецкого судна «Мави Мармара» возле побережья Газы.

### Долина волков: Родина
Премьера фильма «Долина волков: Родина» (тур. Kurtlar Vadisi Vatan) состоялась 28 сентября 2017 года. В основу сюжета фильма легли события, произошедшие с вечера 15 по утро 16 июля 2016 года в Турции, когда часть турецких военных предприняла попытку совершить военный переворот в стране.

## Критика
Фильм «Долина волков: Палестина» вызвал критические замечания и даже дипломатический скандал из-за того, что некоторые сочли его антисемитским и расистским.
Ещё в предыдущем фильме «Долина волков: Ирак», вымышленный еврейский врач, который торгует органами узников тюрьмы Абу-Грейб, является прямой отсылкой к Йозефу Менгеле
По мнению еврейской организации ADL, в последних частях сериала демонизируются израильтяне и израильские солдаты, показаны агенты Моссада, берущие в заложники сына одного из героев сериала Мемати с её воспитательницей. По одному из мнений, Турция намерена представить Израиль в сериале в «чудовищном свете». По сюжету фильма похитителем ребёнка оказался ставленник-агент Израиля в Турции. По этому поводу армянская газета «Новое время» написала, что похищение детей с целью обращения в свою религию — не еврейская, а османская традиция и так формировались отряды янычаров.
В связи с показом сериала по телевидению посол Турции в Израиле был вызван в МИД Израиля, где ему в унизительной форме выразили протест. Впоследствии по требованию Турции заместитель министра иностранных дел Д. Аялон вынужден был извиниться за форму приёма посла, подчеркнув, что «протест против нападок на Израиль остается в силе». Сам посол Турции в Израиле Челликол также осудил возобновление показа сериала турецким телевидением.
После начала показов фильма в Германии премьер-министр Баварии Эдмунд Штойбер обратился к владельцам кинотеатров с просьбой снять фильм с показа. Беспокойство тем, что фильм разжигает в Германии межнациональную рознь выразили и другие немецкие политики, в частности министр внутренних дел Баварии Гюнтер Бекштайн. Сериал был также запрещён к показу в Таджикистане в связи с пропагандой терроризма, экстремизма и насилия.